# 山本詠美子
山本 詠美子（やまもと えみこ、本名：鈴木 詠美子〈すずき　えみこ〉、1990年3月11日 - ）は日本で活動するミュージカル俳優および歌手および司会者である。
福岡県直方市出身で東京都在住。元劇団四季所属。

## 来歴
西南女学院中学校時代に高円宮杯全日本中学校英語弁論大会で全国3位に入賞した実績を持ち、2007年に福岡シティ劇場で上演されていたマンマ・ミーア!福岡公演を観劇したことにより劇団四季入団を目指すようになる。西南女学院高等学校時代は音楽部に所属し、高校卒業後は大分県立芸術文化短期大学音楽学部声楽コースに進学する。
2010年3月に同短大を卒業し、その後劇団四季オーディションに合格し、2011年に劇団四季へ入団した。同年5月3日に大阪四季劇場で上演されたサウンド・オブ・ミュージック大阪公演でアンサンブル8枠役が初舞台出演となった。以降歌演目を中心に出演を続けていたが、2018年12月31日付けで四季を退団した。2019年からはフリーの歌手や司会者として活動している。2020年に一般人と結婚し、2022年7月27日には第一子長女の出産に成功したことを自身のインスタグラムで発表している。

## 人物
同郷の直方市出身の田中彰孝を尊敬しており、2008年ライオンキング福岡公演ではシンバ役の田中を客席から見ていたと公言している。
福岡ソフトバンクホークスファンで、直方市在住時代は頻繁に福岡ドームへプロ野球観戦に行っていた。当時応援していた選手は川﨑宗則だと公言している。

## 主な出演作品
- サウンド・オブ・ミュージック（アンサンブル8枠）
- オペラ座の怪人（アンサンブル）
- ジーザス・クライスト＝スーパースター（アンサンブル）
- マンマ・ミーア!（アンサンブル）
- リトルマーメイド（アンサンブル2枠/アンドリーナ）
- ノートルダムの鐘（クワイヤ）